# Mărtinești (Hunedoara)
Mărtinești [mərtiˈneʃtʲ] (veraltet Martinești; deutsch Martensdorf, ungarisch Martinesd) ist eine Gemeinde im Kreis Hunedoara, in der Region Siebenbürgen in Rumänien.
Der Ort ist auch unter der ungarischen Bezeichnung Mártondenk bekannt.

## Geographische Lage

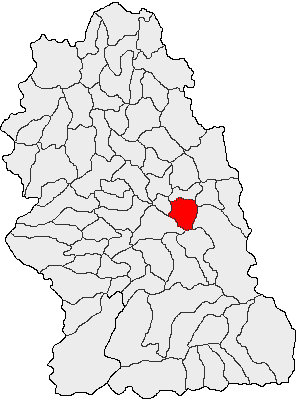
Lage der Gemeinde Mărtinești im Kreis Hunedoara

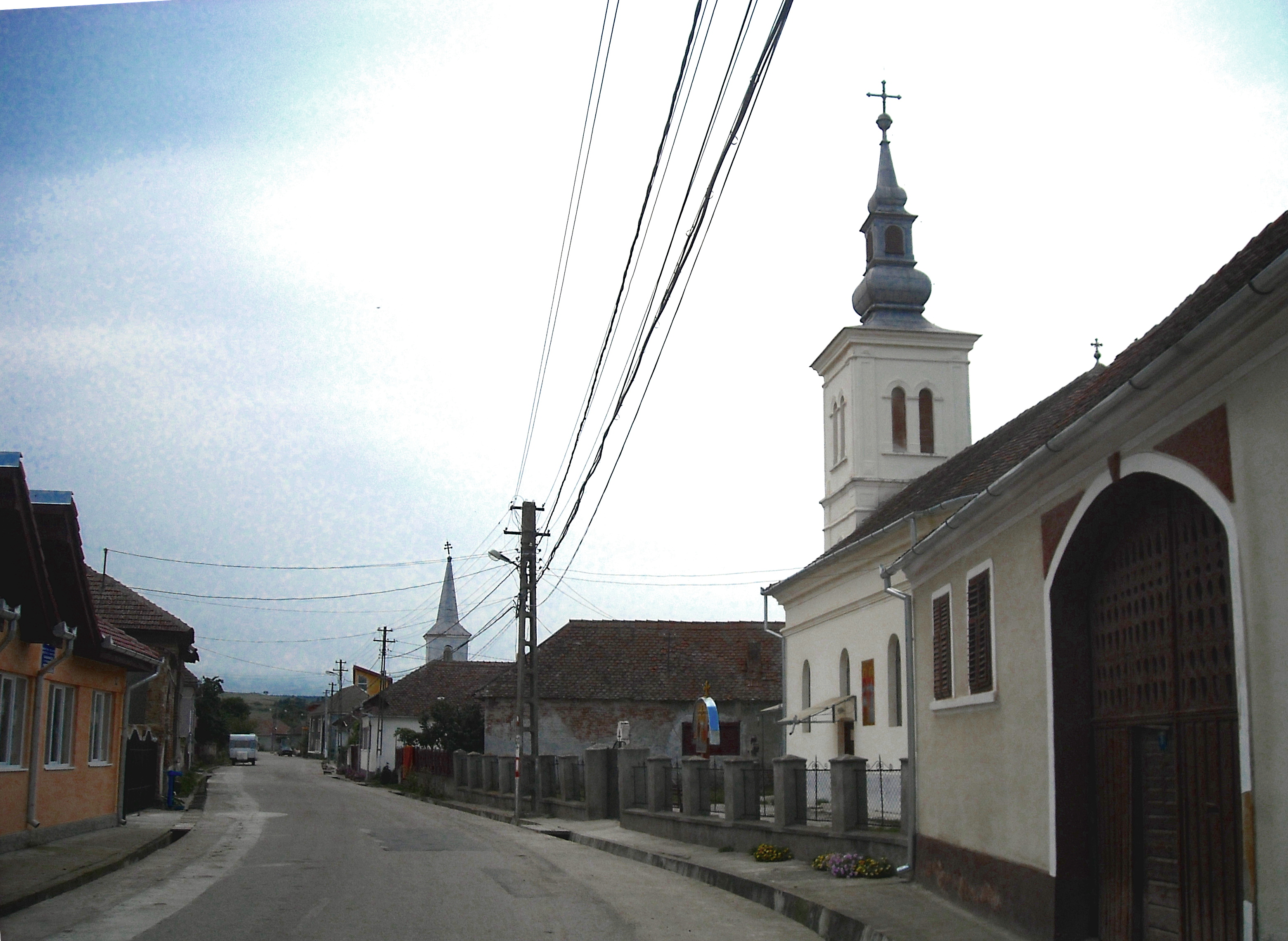
Die orthodoxe und die griechisch-katholische Kirche in Mărtinești

Die Gemeinde Mărtinești liegt im Südwesten des Siebenbürgischen Beckens in Seitentälern südlich des Mureș (Mieresch), nordöstlich vom Schurjan-Gebirge. Im historischen Stuhlbezirk Szászváros des Hunyader Komitat, liegt die Gemeinde etwa im Zentrum des heutigen Kreises Hunedoara. Am Bach Feredău und an der Kreisstraße (drum județean) DJ 668B liegt der Ort Mărtinești acht Kilometer südwestlich von Orăștie (Broos); die Kreishauptstadt Deva (Diemrich) befindet sich etwa 22 Kilometer nordwestlich.
Der Ort Mărtinești liegt etwa drei Kilometer südlich vom Mureș, der Bahnstrecke Arad–Alba Iulia, der Europastraße 68 und der Autobahn A1.

## Geschichte
Der Ort Mărtinești wurde 1405 erstmals urkundlich erwähnt. Ein von Siebenbürger Sachsen gegründeter Ort, wurde von türkischen Überfällen Anfang des 15. Jahrhunderts verwüstet, sodass sich hier nachher Rumänen und Magyaren ansiedelten. Im Mittelalter war der Ort ein rumänisches Hörigendorf.
Archäologische Funde auf dem Areal der Gemeinde zwischen dem Ort Mărtinești und Tămășasa (Tamáspatak) deuten nach Angaben von G. Téglás (1887–1888) u. a. in die Späte Bronzezeit; im eingemeindeten Dorf Măgura (ungarisch Magura) wurden – bei den Einheimischen Sub vii genannt – Funde, welche auf eine Besiedlung in die Frühe Bronzezeit deuten und bei Jeledinți (Lozsád) wurden – bei den Einheimischen Măgura genannt – Funde, welche auf eine Besiedlung in die Urgeschichte deuten, gemacht.

## Demografie
| Volkszählung | Volkszählung | Ethnie  | Ethnie   | Ethnie   | Ethnie | Ethnie   | Ethnie | Ethnie |
| ------------ | ------------ | ------- | -------- | -------- | ------ | -------- | ------ | ------ |
| Jahr         | Einwohner    | Rumänen | Magyaren | Deutsche | Roma   | Ukrainer | andere |        |
| 1850         | 3744         | 2884    | 808      | 2        | 50     | -        | -      |        |
| 1900         | 3377         | 2872    | 485      | 7        | -      | -        | 13     |        |
| 1930         | 2941         | 2495    | 404      | 5        | 34     | -        | 3      |        |
| 1977         | 1817         | 1535    | 262      | 1        | 18     | 1        | -      |        |
| 1992         | 1223         | 1047    | 172      | 1        | 1      | 2        | -      |        |
| 2002         | 1048         | 913     | 134      | -        | -      | 1        | -      |        |
| 2011         | 956          | 818     | 105      | -        | 9      | -        | 24     |        |
| 2021         | 939          | 786     | 67       | -        | -      | -        | 86     |        |